# 대한민국 상법 제44조
대한민국 상법 제44조는 채무인수를 광고한 양수인의 책임에 대한 상법총칙의 조문이다.

## 조문
제44조 (채무인수를 광고한 양수인의 책임) 영업양수인이 양도인의 상호를 계속사용하지 아니하는 경우에 양도인의 영업으로 인한 채무를 인수할 것을 광고한 때에는 양수인도 변제할 책임이 있다.

第44條 (債務引受를 廣告한 讓受人의 責任) 營業讓受人이 讓渡人의 商號를 繼續使用하지 아니하는 境遇에 讓渡人의 營業으로 因한 債務를 引受할 것을 廣告한 때에는 讓受人도 辨濟할 責任이 있다.

## 판례
- 영업양수인이 채무를 인수하지 않았다는 사실만 입증해서는 책임을 면할 수 없으며, 이러한 사실을 채권자가 알았다는 사실까지 입증하여야 책임을 면할 수 있다[1]

### 영업양도와 상호속용인의 책임
- 상호를 속용하는 영업양수인의 책임을 정하고 있는 상법 제42조 제1항 은, 일반적으로 영업상의 채권자의 채무자에 대한 신용은 채무자의 영업재산에 의하여 실질적으로 담보되어 있는 것이 대부분인데도 실제 영업의 양도가 이루어지면서 채무의 승계가 제외된 경우에는 영업상의 채권자의 채권이 영업재산과 분리되게 되어 채권자를 해치게 되는 일이 일어나므로 영업상의 채권자에게 채권추구의 기회를 상실시키는 것과 같은 영업양도의 방법, 즉 채무를 승계하지 않았음에도 불구하고 상호를 속용함으로써 영업양도의 사실이 대외적으로 판명되기 어려운 방법 또는 영업양도에도 불구하고 채무의 승계가 이루어지지 않은 사실이 대외적으로 판명되기 어려운 방법 등이 채용된 경우에 양수인에게도 변제의 책임을 지우기 위하여 마련된 규정이라고 해석된다. 따라서 양수인에 의하여 속용되는 명칭이 상호 자체가 아닌 옥호(屋號) 또는 영업표지인 때에도 그것이 영업주체를 나타내는 것으로 사용되는 경우에는 영업상의 채권자가 영업주체의 교체나 채무승계 여부 등을 용이하게 알 수 없다는 점에서 일반적인 상호 속용의 경우와 다를 바 없으므로, 양수인은 특별한 사정이 없는 한 상법 제42조 제1항의 유추적용에 의하여 그 채무를 부담한다[2].